# Роб Вітчге
Роб Вітчге (нід. Rob Witschge, нар. 22 серпня 1966, Амстердам) — нідерландський футболіст, півзахисник. По завершенні ігрової кар'єри — футбольний тренер.
Як гравець передусім відомий виступами за клуби «Аякс» та «Феєнорд», а також національну збірну Нідерландів.
П'ятиразовий володар Кубка Нідерландів. Володар Суперкубка Нідерландів. Чемпіон Нідерландів. Володар Кубка Кубків УЄФА.

## Клубна кар'єра
У дорослому футболі дебютував 1985 року виступами за команду клубу «Аякс», в якій провів чотири сезони, взявши участь у 84 матчах чемпіонату. Більшість часу, проведеного у складі «Аякса», був основним гравцем команди. За цей час двічі виборював титул володаря Кубка Нідерландів, ставав володарем Кубка Кубків УЄФА.
Протягом 1989—1991 років захищав кольори команди клубу «Сент-Етьєн».
Своєю грою за останню команду привернув увагу представників тренерського штабу клубу «Феєнорд», до складу якого приєднався 1991 року. Відіграв за команду з Роттердама наступні п'ять сезонів своєї ігрової кар'єри. Граючи у складі «Феєнорда» також здебільшого виходив на поле в основному складі команди. За цей час додав до переліку своїх трофеїв ще три титули володаря Кубка Нідерландів, ставав чемпіоном Нідерландів.
Протягом 1996—1998 років захищав кольори команди клубу «Утрехт».
Завершив професійну ігрову кар'єру в саудівському клубі «Аль-Іттіхад», за команду якого виступав протягом 1998—1999 років.

## Виступи за збірну
1989 року дебютував в офіційних матчах у складі національної збірної Нідерландів. Протягом кар'єри у національній команді, яка тривала 7 років, провів у формі головної команди країни 30 матчів, забивши 3 голи.
У складі збірної був учасником чемпіонату Європи 1992 року у Швеції, чемпіонату світу 1994 року у США.

## Кар'єра тренера
Розпочав тренерську кар'єру невдовзі по завершенні кар'єри гравця, 2001 року, увійшовши до тренерського штабу клубу «Гарлем».
Протягом 2004—2008 років входив до тренерського штабу національної збірної Нідерландів.
Наразі останнім місцем тренерської роботи був клуб «Аякс», в якому Роб Вітчге був одним з тренерів головної команди до 2009 року.

## Титули і досягнення
- Володар Кубка Нідерландів (5):

«Аякс»: 1985-86, 1986-87
«Феєнорд»: 1991-92, 1993-94, 1994-95
- Володар Суперкубка Нідерландів (1):

«Феєнорд»: 1991
- Чемпіон Нідерландів (1):

«Феєнорд»: 1992-93
- Чемпіон Саудівської Аравії (1):

«Аль-Іттіхад»: 1998-99
- Володар Кубка Кубків УЄФА (1):

«Аякс»: 1986-87